# Hymenoscyphus splendens
Hymenoscyphus splendens är en svampart som beskrevs av Abdullah, Descals & J. Webster 1981. Hymenoscyphus splendens ingår i släktet Hymenoscyphus och familjen Helotiaceae.   Inga underarter finns listade i Catalogue of Life.